# آنتونیو گادس
آنتونیو گادس (اسپانیایی: Antonio Gades‎؛ ۱۴ نوامبر ۱۹۳۶ – ۲۰ ژوئیه ۲۰۰۴) یک هنرمند رقص، طراح رقص، بالرین، فیلم‌نامه‌نویس و هنرپیشه اهل اسپانیا بود.
او یکی از کسانی بود که نقش مهمی در شهرت بین‌المللی رقص فلامنکو داشت.
وی یکی از برندگانِ جایزه کرئو د سن ژردی بود.

## گزیدهٔ فیلم‌شناسی
- عشق، افسونگر (۱۹۸۶)
- کارمن (۱۹۸۴)
- عروسی خون (۱۹۸۱)
- کارمن (۱۹۸۳)
- آخرین ملاقات (۱۹۶۷)
- با باد شرق (۱۹۶۶)